# 铜陵市第十五中学
铜陵市第十五中学地处中華人民共和國安徽省铜陵市铜官山区中心长江东路—义安大道的交叉口，是安徽省示范高中铜陵市第一中学的原校址。学校创建于1999年，是安徽省基础教育课程改革实验学校。

## 校园设施
校园占地面积90700平方米，校园绿化面积35670平方米，校舍建筑面积12250平方米，学生均占有校舍面积4.9平方米。

## 人员概况
现有班级数42个，在校学生近2800人。学校现有教职工135人，其中特级教师1人，高级教师36人，一级教师45人。